# Esteban Echeverría
José Esteban Echeverría Espinosa (Buenos Aires, 2 de septiembre de 1805 - Montevideo, 19 de enero de 1851) fue un escritor y poeta argentino, que introdujo el romanticismo en su país. Perteneciente a la denominada Generación del 37, es autor de obras como Dogma socialista, La cautiva y El matadero, entre otras.

## Biografía

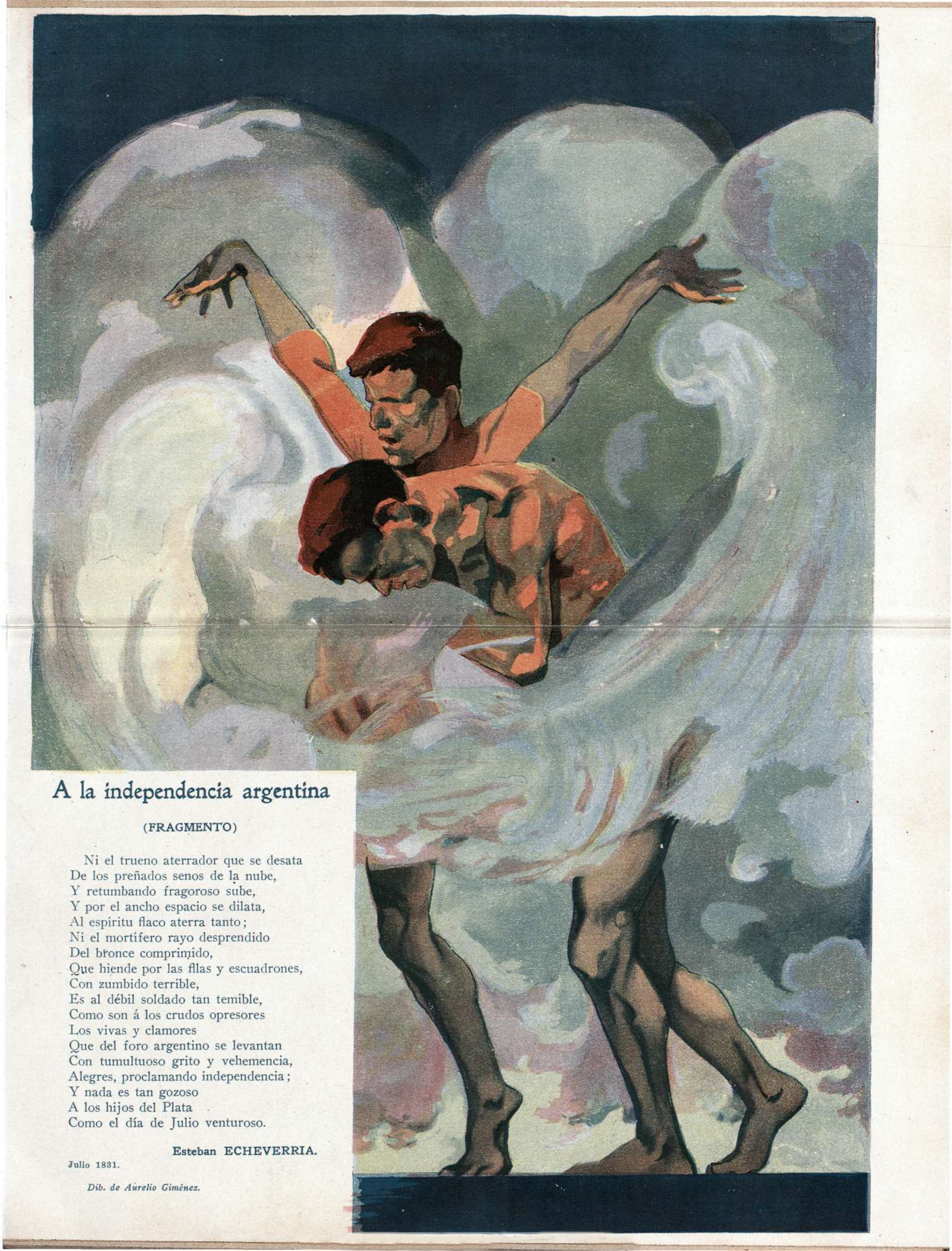
«A la independencia argentina (fragmento)». Texto de Esteban Echevarría ilustrado por Giménez publicado en Caras y Caretas (1911)

Un joven Echeverría recién vuelto de sus estudios en la Sorbonne, publicó en un diario local en forma anónima en 1832 lo que sería considerado el primer relato romántico argentino, Elvira o la novia de Plata, mientras que El matadero se considera el primer relato realista argentino. El matadero, de estilo diferente de sus otras obras, fue publicado muchos años después de su muerte y atribuido a su persona, pero fue más relevante por sus obras de contenido político que desde el contenido literario; fue el líder natural del movimiento en el seno del cual se formaría la Asociación de Mayo, que le daría nombre a la generación del 37. Fue el redactor del Dogma socialista y la ojeada retrospectiva que lo acompaña en 1846, considerado un escrito germinal inspirador de la Constitución de 1853. Su liberalismo romántico se inspiró en el nacionalismo de Giuseppe Mazzini y en la obra de Henri de Saint-Simon, y fue presidente de la Joven Argentina fundada en Buenos Aires en 1838, siguiendo el ejemplo de la Joven Italia.

## Homenajes
En el Área Metropolitana del Gran Buenos Aires existe un partido que lleva su nombre, por iniciativa del senador provincial Eduardo Arana en 1911.

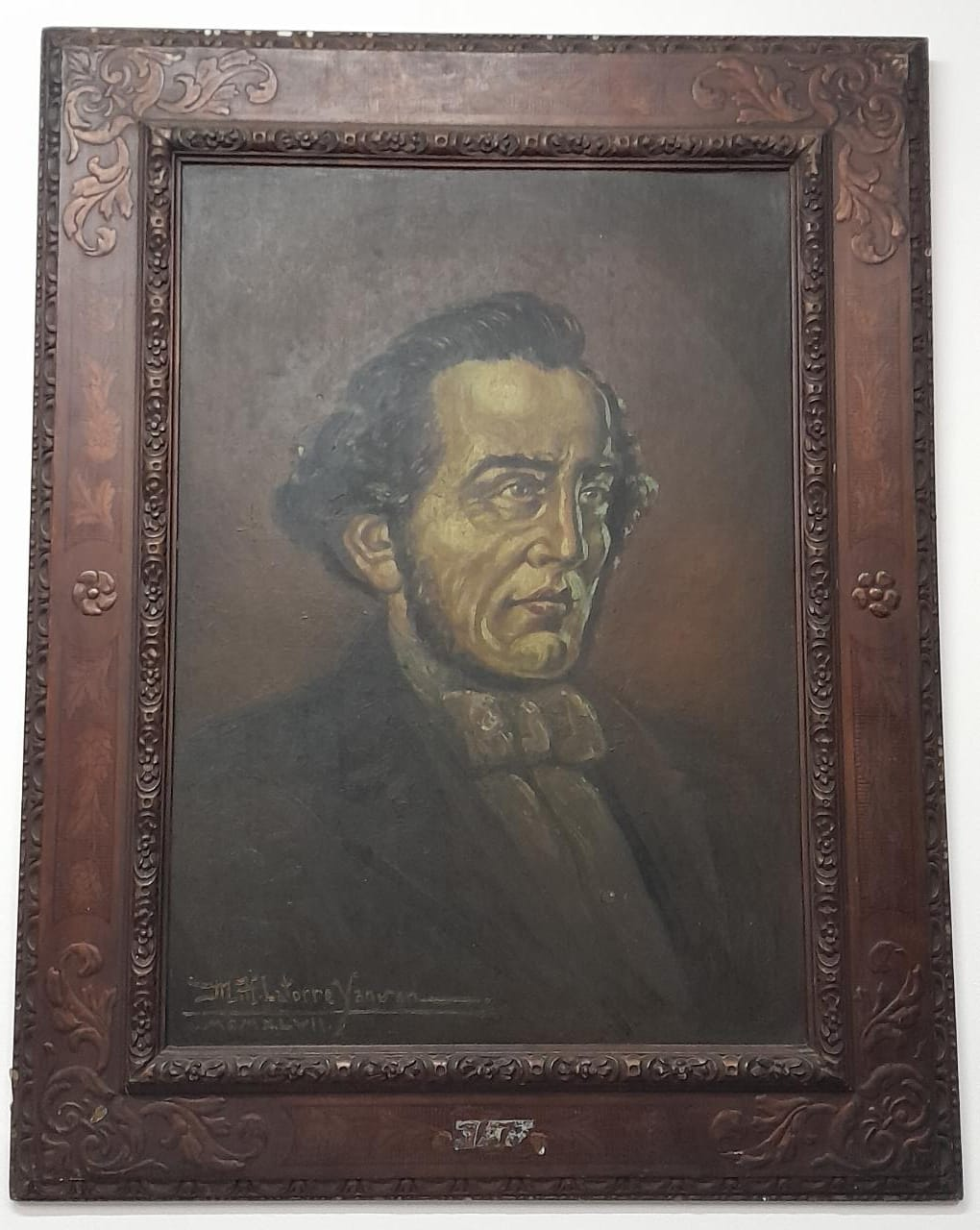
Retrato al óleo del poeta Esteban Echeverría realizado por el pintor uruguayo Héctor Yansen Latorre para la Municipalidad de Esteban Echeverría en 1950. Se encuentra en el Museo Histórico La Campana.

## Obras

### Compilaciones
Sus obras completas fueron editadas en 1870 en 5 volúmenes compilados por Juan María Gutiérrez, disponibles para descargar:
- 1870. Volumen 1, "Poemas varios" (para descargar[4])
- 1870. Volumen 2, "El ángel caído" (para descargar[5])
- 1871. Volumen 3, "Poesías variuas" (para descargar[6])
- 1873. Volumen 4, "Escritos en prosa" (para descargar[7])
- 1874. Volumen 5 y último, "Escritos en prosa" (para descargar[8])

### Obras individuales
- 1832. Elvira o la novia del Plata (disponible individualmente[9] o en Obras Completas volumen 1[4])
- Don Juan (1833)

- Himno del dolor (1834)
- 1834. Los consuelos (la segunda edición, de 1842, es corregida por el autor, disponible individualmente[10] o en Obras Completas Volumen 3,[6] ver más arriba este último para el índice de poemas)
- Al corazón (1835)
- 1837. Rimas (el poema "La Cautiva", que ocupaba la mayor parte de la obra, fue vuelto a editar independientemente del resto de las rimas varias veces. Disponibles en forma individual tanto La Cautiva[11] como el resto de las rimas o en Obras Completas Volumen 1[4] (La cautiva) y Volumen 3[6] (el resto de las rimas)).
  - La cautiva (originalmente como parte de Rimas de 1837, vuelto a editar varias veces, disponible individualmente[11] o en Obras Completas Volumen 1[4])

- El matadero (entre 1838 y 1840) (disponible en Obras Completas vol. 5[8])
- Peregrinaje de Gualpo (disponible en Obras Completas vol. 5[8])
- El Dogma Socialista, la edición de 1873: Dogma Socialista de la asociación de mayo, precedido de una ojeada retrospectiva sobre el movimiento intelectual en la Plata desde el año 1837 (disponible para descargar individualmente[12] o en Obras Completas volumen 4[7])
- Cartas a un amigo (disponible en Obras Completas volumen 5[8])
- El ángel caído (disponible como el Volumen 2 de las Obras Completas[5])
- Ilusiones
- La guitarra o Primera página de un libro (disponible individualmente[13] o en Obras Completas Volumen 1[4])
- Avellaneda (disponible individualmente[14] o en Obras Completas volumen 1[4])
- Mefistófeles (disponible en Obras Completas volumen 5[8])
- 1837. Apología del matambre (disponible en Obras Completas volumen 5[8])
- Insurrección del Sud de la provincia de Buenos Aires en octubre de 1839 (disponible individualmente[15]

Escritos no incluidos en "Obras Completas"
- Poesías no incluidas en "Obras completas" / Esteban Echeverría; editor literario, Félix Weinberg Disponible[16]
- Otros escritos no incluidos en "Obras completas" / Esteban Echeverría; editor literario, Félix Weinberg Disponible[17]

Cartas (no presentes en las Obras Completas aparentemente)
- Carta de Esteban Echeverría a Juan Bautista Alberdi (23-6-1849) / Esteban Echeverría; ed. lit. Leonor Fleming[18]
- Carta de Rufino Bauzá a Esteban Echeverría (15-5-1844) / Rufino Bauzá; ed. lit. Leonor Fleming[19]
- Epistolario entre Esteban Echeverría y Juan María Gutiérrez (1840-1845) / Esteban Echeverría, Juan María Gutiérrez; ed. lit. Leonor Fleming[20]
- Carta de Adolfo Berro a Esteban Echeverría (29-2-1840) / Adolfo Berro; ed. lit. Leonor Fleming[21]
- Carta de Domingo Faustino Sarmiento a Esteban Echeverría (12-12-1849) / Domingo Faustino Sarmiento; ed. lit. Leonor Fleming[22]
- Carta de Esteban Echeverría a Andrés Lamas (17-5-1844) / Esteban Echeverría; ed. lit. Leonor Fleming[23]
- Carta de Esteban Echeverría a Félix Frías (8-4-1850) / Esteban Echeverría; ed. lit. Leonor Fleming[24]

Compilaciones póstumas.
- 1928. Páginas literarias: seguidas de los fundamentos de una estética romántica / Esteban Echeverría; prólogo de Arturo Capdevila y apéndice de Juan María Gutiérrez. Buenos Aires, El Ateneo. (disponible en pdf[25])
- Epistolario (1825-1850) [selección] / selección de Alberto Palcos en Apéndice documental de "Historia de Esteban Echeverría" (disponible en pdf[26])

Críticas a sus obras.
- Martín García Mérou, afamado crítico de la época apenas posterior. 1894. Ensayo sobre Echeverría. (Disponible para descargar[27])
- Noé Jitrik. Forma y significación en "El Matadero", de Esteban Echeverría (disponible en html[28])
- Héctor Roberto Baudón. Echeverría, Mármol, estudio crítico sobre Esteban Echeverría y José Mármol. Disponible para descargar.[29]
- Jorge M. Furt. 1938. Esteban Echeverría. (disponible[30])
- José Luis Lanuza. 1951. Esteban Echeverría y sus amigos. Raigal. Disponible en pdf[31]
- Roberto F. Giusti. 1956. Buenos Aires, Losada. Esteban Echeverría, poeta.[32]
- Rafael Alberto Arrieta. 1958. Esteban Echeverría y el Romanticismo en el Plata. Peuser. Disponible en html[33]
- Beatriz Curia. 2001. Contribuciones de Esteban Echeverría a la lexicografía argentina. Homenaje en el sesquicentenario de su muerte (1851-2001) (disponible en html[34])
- Leonor Fleming. Esteban Echeverría. Presentación (disponible[35]) Esteban Echeverría. Vida y Obra (disponible[36]) La valija de Esteban Echeverría. Disponible[37] Imágenes (disponible[38]) Bibliografía (disponible[39])
- Carlos Dámaso Martínez. Esteban Echeverría y la fundación de una literatura nacional. Disponible en html.[40]
- Saúl Sosnowski. Esteban Echeverría. (disponible en html[41])
- Antonio Lorente Medina. Introducción a las "Rimas" de Esteban Echeverría. (disponible[42])
- José Isaacson. Esteban Echeverría y una cultura nacional (disponible[43])
- Fernando Operé. "La cautiva" de Echeverría, el trágico señuelo de la frontera (crítica de La Cautiva). Disponible.[44]
- Manlio Elvio Macri . “Glosa Echeverriana”. Buenos Aires: Moreno 1952

Biografías.
- Sansinena de Elizalde, Elena. Esteban Echeverría. Nota biográfica. Disponible.[45]

Obras derivadas.
- De audio. La ausencia / Juan Pedro Esnaola; [interpretación] Elena Jáuregui soprano, Norberto Broggini piamonte; sobre poesías de Esteban Echeverría obra disponible[46]
- De audio. Ven, dulce amiga / Juan Pedro Esnaola; [interpretación] Elena Jáuregui soprano, Norberto Broggini piamonte; sobre poesías de Esteban Echeverría obra disponible[47]
- De audio. El desvío / Juan Pedro Esnaola; [interpretación] Elena Jáuregui soprano, Norberto Broggini piamonte; sobre poesías de Esteban Echeverría obra disponible[48]
- De audio. La diamela / Juan Pedro Esnaola; [interpretación] Elena Jáuregui soprano, Norberto Broggini piamonte; sobre poesías de Esteban Echeverría obra disponible[49]
- De audio. Mi destino / Juan Pedro Esnaola; [interpretación] Elena Jáuregui soprano, Norberto Broggini piamonte; sobre poesías de Esteban Echeverría obra disponible[50]
- De audio. El desamor / Juan Pedro Esnaola; [interpretación] Elena Jáuregui soprano, Norberto Broggini piamonte; sobre poesías de Esteban Echeverría obra disponible[51]
- De audio. Un adiós / Juan Pedro Esnaola; [interpretación] Elena Jáuregui soprano, Norberto Broggini piamonte; sobre poesías de Esteban Echeverría obra disponible[52]
- De audio. El desconsuelo / Juan Pedro Esnaola; [interpretación] Elena Jáuregui soprano, Norberto Broggini piamonte; sobre poesías de Esteban Echeverría obra disponible[53]
- De audio. El ángel / Juan Pedro Esnaola; [interpretación] Elena Jáuregui soprano, Norberto Broggini piamonte; sobre poesías de Esteban Echeverría obra disponible[54]
- De audio. A unos ojos / Juan Pedro Esnaola; [interpretación] Elena Jáuregui soprano, Norberto Broggini piamonte; sobre poesías de Esteban Echeverría obra disponible[55]
- De audio. La aroma / Juan Pedro Esnaola; [interpretación] Elena Jáuregui soprano, Norberto Broggini piamonte; sobre poesías de Esteban Echeverría obra disponible[56]

Disponible un epistolario:
- Epistolario entre Esteban Echeverría y Juan María Gutiérrez (1840-1845), editora Leonor Fleming (disponible para descargar)[57]